# Argopecten ventricosus
Argopecten ventricosus is een tweekleppigensoort uit de familie van de Pectinidae. De wetenschappelijke naam van de soort werd in 1842 voor het eerst geldig gepubliceerd door George Brettingham Sowerby II.